# Montigny-la-Resle
Montigny-la-Resle is een gemeente in het Franse departement Yonne (regio Bourgogne-Franche-Comté) en telt 581 inwoners (2004). De plaats maakt deel uit van het arrondissement Auxerre.

## Geografie
De oppervlakte van Montigny-la-Resle bedraagt 16,1 km², de bevolkingsdichtheid is 36,1 inwoners per km².
De onderstaande kaart toont de ligging van Montigny-la-Resle met de belangrijkste infrastructuur en aangrenzende gemeenten.

## Demografie
Onderstaande figuur toont het verloop van het inwonertal (bron: INSEE-tellingen).